# Кретвилер
Кретвилер (фр. Crœttwiller) насеље је и општина у источној Француској у региону Алзас, у департману Доња Рајна која припада префектури Висембург.
По подацима из 2011. године у општини је живело 172 становника, а густина насељености је износила 67,45 становника/km². Општина се простире на површини од 2,55 km². Налази се на средњој надморској висини од 145 метара (максималној 193 m, а минималној 135 m).

## Демографија
| 1962. | 1968. | 1975. | 1982. | 1990. | 1999. | 2011. |
| ----- | ----- | ----- | ----- | ----- | ----- | ----- |
| 103   | 106   | 117   | 103   | 111   | 173   | 172   |

График промене броја становника у току последњих година